# Schwendenera
Schwendenera là một chi thực vật có hoa trong họ Thiến thảo (Rubiaceae).

## Loài
Chi Schwendenera gồm các loài: